# Men Against the Arctic
Men Against the Arctic é um documentário em curta-metragem estadunidense de 1955 dirigido e escrito por Winston Hibler.
Venceu o Oscar de melhor documentário de curta-metragem na edição de 1956.

## Elenco
- Winston Hibler